# Le Rêve d'un homme ridicule
Le Rêve d'un homme ridicule, sous-titré Récit fantastique (en russe : Сон смешного человека. Фантастический рассказ) est une nouvelle de l'écrivain Fiodor Dostoïevski publiée en avril 1877 dans son Journal d'un écrivain.

## Résumé
Un homme désabusé et devenu indifférent à la vie, décide soudainement de se suicider. Sur le chemin qui le mène à son appartement, il rencontre une petite fille en détresse qui le supplie de venir aider sa mère mourante, mais il y renonce et chasse la petite fille. De retour chez lui tandis qu'il est prêt à mourir, il est rattrapé par la culpabilité de ne pas avoir apporté son aide à la petite fille. Cette culpabilité le trouble et, au lieu de se suicider comme il le prévoyait, il s'endort et fait un rêve. Dans son rêve, il rencontre une créature qui, après un voyage dans l'espace, le mène sur une planète, peuplé d'hommes bons menant une vie harmonieuse. Mais à leur contact, il introduira dans leur société la science et les notions de la vérité qui vont mener à leur perte. À son réveil, en effet, il s'aperçoit qu'il a corrompu tout ce monde utopique par la haine, la discorde et le désespoir.

## Mise en scène
Adapté au théátre par la Compagnie Francoise Maimone et crée à Villeurbanne le 9 novembre 1993.
En 2015 cette nouvelle a été mise en scène sous la forme d'un monologue au cinéma de Saint-Cloud Les 3 Pierrots.

## Édition française
- (ru + fr) Le Rêve d'un homme ridicule, in Nouvelles et récits russes classiques , Pocket bilingue, collection « Langages pour tous », 2005.  (ISBN 978-2-266-15257-0)
- Le Rêve d'un homme ridicule, traduit par André Markowicz, Arles, Éd. Actes Sud, Collection Babel, 1993.  (ISBN 2742700749)